# Дядя Жюль
«Дя́дя Жюль» (фр. Mon oncle Jules; дословно: Мой дядя Жюль) — новелла Ги де Мопассана, опубликованная в 1883 году. В произведении затрагиваются темы бедности, лицемерия, жадности и эгоизма.

## Сюжет
По форме новелла представляет собой рассказ в рассказе.
Произведение начинается с эпизода, в котором Жозеф Давранш, товарищ рассказчика, подаёт милостыню нищему. Рассказчика удивляет щедрость приятеля, и Жозеф решает рассказать важную для него историю, желая тем самым объяснить мотивы своего поведения.
В центре рассказа Жозефа — сложная история взаимоотношений его семьи с Жюлем Давраншем, дядей Жюлем.
Жюль Давранш — брат Филиппа Давранша, отца Жозефа — когда-то вёл «беспутную» жизнь, «промотал» всю свою долю родительского наследства, а затем значительно уменьшил и ту часть сбережений, на которую рассчитывал его брат. Из-за этого его, «как тогда было принято», отправили в США. Оказавшись там, Жюль занялся торговыми делами и вскоре написал родным письмо, в котором утверждал, что его финансовое положение улучшается и он надеется со временем возместить убыток, причинённый им Филиппу, своему брату.
Это письмо произвело сильное впечатление на всю семью. Жозеф Давранш отмечает:
Жюль, тот самый Жюль, которого раньше, что называется, ни в грош не ставили, вдруг был объявлен честнейшим, добрейшей души человеком, истым представителем семьи Давранш, безупречным, как все Давранши.
Затем капитан какого-то парохода сообщил семье, что Жюль снял большой магазин и ведёт крупную торговлю.
Спустя два года Жюль отправил второе письмо:
Дорогой Филипп! Пишу для того, чтобы ты не беспокоился обо мне. Я в добром здоровье. Дела мои тоже идут хорошо. Завтра я надолго уезжаю в Южную Америку. Возможно, что в течение нескольких лет от меня не будет известий. Не тревожься, если я не буду писать. Я вернусь в Гавр, как только разбогатею. Надеюсь, на это потребуется не слишком много времени, и тогда мы славно заживём все вместе.
Рассказчик отмечает, что это письмо стало «евангелием» его семьи. Его перечитывали при всякой возможности, показывали «всем и каждому».
После в течение десяти лет от дяди Жюля не было никаких известий, но надежды Давраншей крепли с годами. На это возвращение строилось множество планов. Жена Филиппа Давранша часто говорила: «Когда вернётся наш дорогой Жюль, всё пойдёт по-иному».

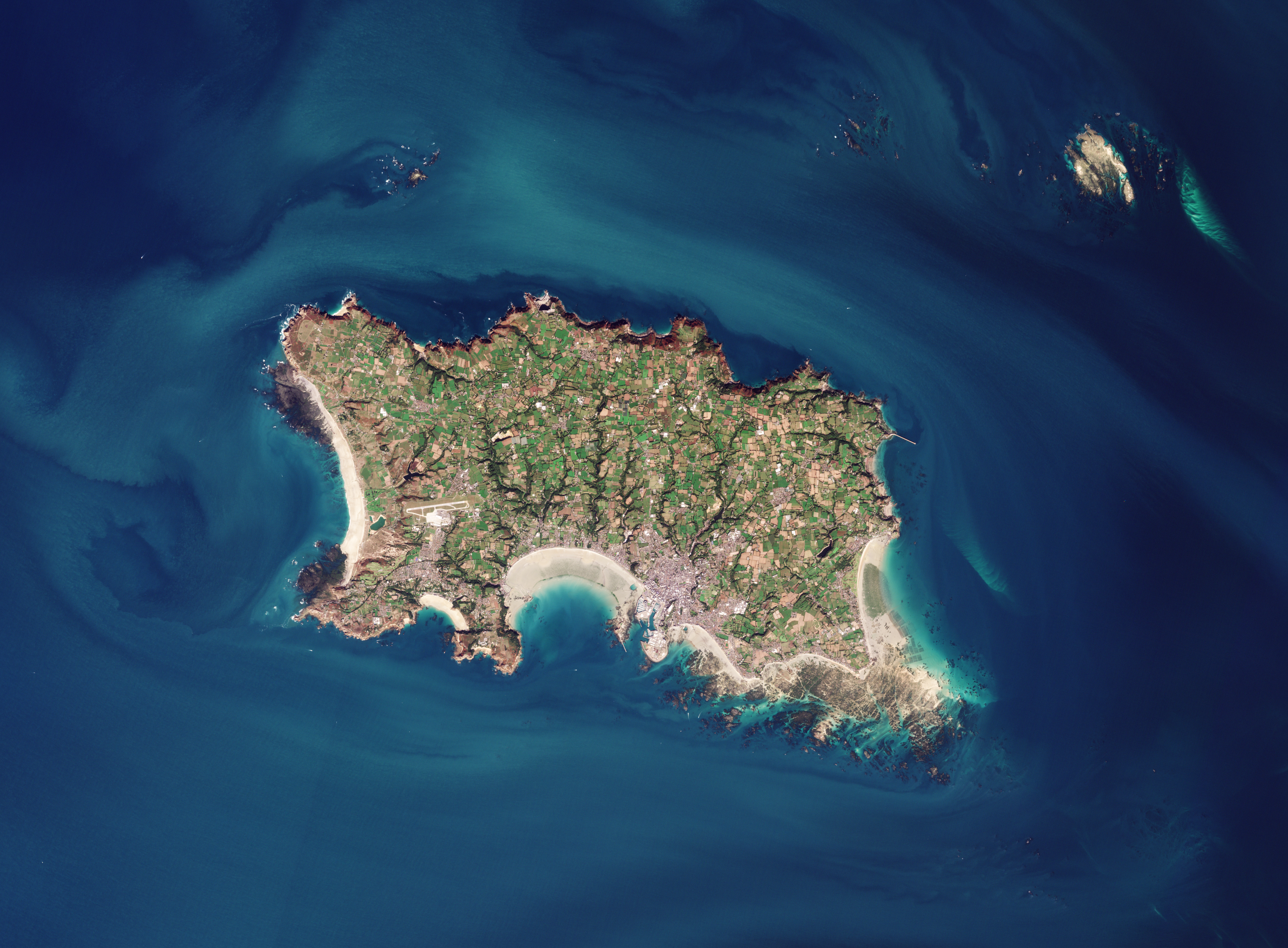
Путешествие на остров Джерси [на фото] — заветная мечта бедных людей, — цитата из текста

Для младшей сестры Жозефа нашёлся жених, колебаниям которого положило конец, вероятно, именно второе письмо. После свадьбы было решено съездить на остров Джерси. Мысль о путешествии захватила всю семью.
На корабле, который плыл до острова, Филипп Давранш предложил семье поесть устриц. Увидев продавца двустворчатых моллюсков, он побледнел: черты торговца напомнили ему брата, дядю Жюля. С тем, чтобы узнать, кем является продавец, Филипп решил обратиться к капитану. Предположения подтвердились — это был Жюль Давранш. Побледневший отец Жозефа решил рассказать об этом семье.
После этой новости настроение Давраншей резко изменилось, как изменилось и отношение к дяде Жюлю. Давранши решают прятаться от Жюля и как можно быстрее сойти с корабля. Они отправили Жозефа заплатить за устриц, и тот, вместо того, чтобы заплатить ровно по счёту, дал «старику на чай», что вызвало негодование матери.
Произведение заканчивается данными строчками: «Вот почему я иногда даю пять франков нищему».

## Персонажи
- Рассказчик.
- Семья Давраншей:
  - Жозеф Давранш — товарищ рассказчика; родом из Гавра.
  - Жюль Давранш (дядя Жюль) — дядя Жозефа.
  - Филипп Давранш — отец Жозефа; работает в конторе «за гроши».
  - мать Жозефа.
  - сёстры Жозефа.
    - муж младшей сестры Жозефа — чиновник, «человек небогатый, но приличный».
- капитан корабля — высокий худощавый мужчина с длинными бакенбардами.
- нарядные дамы и господа, которые едят устрицы на корабле.
- старый нищий с седой бородой, который просит милостыню в начале новеллы.
- капитан парохода — внесценический персонаж, который сообщает о деятельности дяди Жюля.

## Публикация
Новелла была впервые опубликована в журнале Le Gaulois 7 августа 1883 году.
В 1884 году новелла была опубликована в сборнике «Мисс Гарриет». Посвящена художнику-пейзажисту Ашилю Бенувилю.

## Анализ

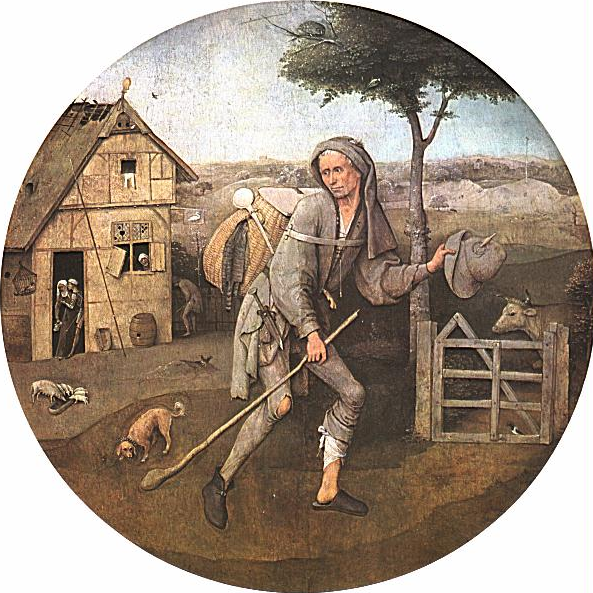
Блудный сын, И. Босх, 1510 г.

В новелле присутствует явная аллюзия на библейскую притчу о блудном сыне. В произведении Мопассана, как и в притче, рассказывается история «блудного сына», который растратил отцовское наследство и отправился в чужие края, где его постигло несчастье. В притче блудный сын вернулся к отцу, и тот простил его, в новелле же всё наоборот.
Проводя параллель с содержанием притчи, можно сказать, что Мопассан заложил в самой аллюзии «правильное» решение сложной жизненной ситуации: Давранши могли бы простить Жюля и помочь ему вернуться к прежнему существованию, поступить так, как поступил отец в притче. Это христианское представление о прощении имеет лишь Жозеф Давранш, который даёт чаевые дяде Жюлю. Тогда, будучи молодым, он, вероятно, ощущал внутреннюю необходимость в помощи, теперь, когда он рассказывает этот эпизод из собственной жизни, Давранш-младший чувствует вину и пытается искупить её, подавая крупную милостыню нищим.